# SA700iS
FOMA SA700iS（フォーマ・エスエー なな まる まる アイ エス）は、三洋電機（大阪、現・京セラSANYOブランド）によって開発された、NTTドコモの第三世代携帯電話 (FOMA) 端末製品である。

## 概要
三洋電機初のFOMA端末であり、ドコモ向け端末としても6～7年ぶりである。701iと同時発表であるが、「iチャネル」非対応のため型番は700iSに留まっている。

### GPS機能
FOMA初のGPS搭載端末である。ナビ技術はNAVITIMEにより提供され、au（KDDI／沖縄セルラー電話）のEZナビウォークと異なりiモード情報料は無料である（別途パケット通信料はかかる。また、2008年12月31日までのサービス予定と当初から示されており、現在ナビゲーション機能は使用不可。GPSは使用可）。GPS機能を搭載していることからケータイお探しサービスに対応している他、イマドコサーチの位置情報をGPS取得のものを使える。

### REX OS & BREW採用
ドコモではLinuxとSymbian OSを携帯電話プラットフォームとして採用しているが、三洋電機はドコモ撤退後もKDDIでau携帯電話の製造を続けており、その実績から前述のOSを使わず、au携帯電話で現在主流となっている米国クアルコム社製の携帯電話プラットフォームREX OSとBREWを併用して採用している。発売当時はLinux、Symbian OSは共にドコモ向けのチューニングが十分でなく、動作がもたつくことが多く見られたが、長い実績を持つBREWを採用したことにより、同時期の他機種と比べ非常に軽快な動作となっていることが特徴的である。2009年夏モデルまでの機種でも互角の軽快さを持つFOMAはほぼ存在していない。当時KDDIで「BREWでは実装上不可能」とされてきたJavaアプリケーションはBREWで動作するJavaVMを開発し搭載することで実現している。

## 歴史
- 2005年6月2日：電気通信端末機器審査協会 (JATE)通過
- 2005年6月3日：技術基準適合証明 (TELEC) 通過
- 2005年8月3日にドコモよりプレスリリースされた
- 2005年10月1日：発売開始

## 不具合
- 2006年2月28日公表
  - GPS機能の「定期現在地通知設定」にて、開始時間と終了時間を同一時刻に設定した場合に、始めの1回のみの通知となる。
  - iモードメールのメールアドレスをアカウントのみ、またはメールアドレス全体が半角50文字で電話帳に登録している場合、メールの発信元または宛先が、電話帳に登録している名前で表示されずにメールアドレスで表示される。

## 注
1. ↑  ただし電子コンパスを装備していない為ヘディングアップが不十分である。
2. ↑  同社の携帯電話事業部は2008年4月以降より京セラに移管した。